# Амор Лаюні
Амор Лаюні (араб. عمر العيوني; нар. 3 жовтня 1992, Фалун) — туніський футболіст, нападник шведського клубу «Геккен» та національної збірної Тунісу.
Виступав також за клуби ««Фалу»» та «Волеренга».

## Клубна кар'єра
У дорослому футболі дебютував 2012 року виступами за команду «Фалу», в якій провів один сезон, взявши участь у 30 матчах чемпіонату. Більшість часу, проведеного у складі У складі, був основним гравцем атакувальної ланки команди. У складі У складі був одним з головних бомбардирів команди, маючи середню результативність на рівні 0,67 гола за гру першості.
Своєю грою за цю команду привернув увагу представників тренерського штабу клубу «Браге», до складу якого приєднався 2013 року. Відіграв за команду з Бурленге наступні два сезони своєї ігрової кар'єри. Граючи у складі «Браге» також здебільшого виходив на поле в основному складі команди.
Згодом з 2016 по 2017 рік грав у складі команд «Дегерфорс» та «Ельверум».
У 2017 році уклав контракт з клубом «Буде-Глімт», у складі якого провів наступні два роки своєї кар'єри гравця.  Тренерським штабом нового клубу також розглядався як гравець «основи».
З 2019 року два сезони захищав кольори клубу «Пірамідс». 
З 2021 року один сезон захищав кольори клубу «Волеренга». Тренерським штабом нового клубу також розглядався як гравець «основи».
Протягом 2023 року захищав кольори клубу «Вестерн Сідней Вондерерз».
До складу клубу «Геккен» приєднався 2023 року. Станом на 22 грудня 2024 року відіграв за команду з Гетеборга 33 матчі в національному чемпіонаті.

## Виступи за збірну
У 2019 році дебютував в офіційних матчах у складі національної збірної Тунісу.
| Дата       | Місто    | Господарі  | Результат | Гості       | Турнір                                  | Голи | Примітки |
| ---------- | -------- | ---------- | --------- | ----------- | --------------------------------------- | ---- | -------- |
| 6-9-2019   | Радес    | Туніс      | 1 – 0     | Мавританія  | товариський матч                        | 1    | 62'      |
| 10-9-2019  | Радес    | Туніс      | 1 – 2     | Кот-д'Івуар | товариський матч                        | -    | 69'      |
| 12-10-2019 | Радес    | Туніс      | 0 – 0     | Камерун     | товариський матч                        | -    | 75'      |
| 24-3-2023  | Радес    | Туніс      | 3 – 0     | Лівія       | Відбір до Кубка африканських націй 2023 | -    | 66'      |
| 28-3-2023  | Бенгазі  | Лівія      | 0 – 1     | Туніс       | Відбір до Кубка африканських націй 2023 | -    | 65'      |
| 7-9-2023   | Радес    | Туніс      | 3 – 0     | Ботсвана    | Відбір до Кубка африканських націй 2023 | -    | 61'      |
| 12-9-2023  | Каїр     | Єгипет     | 1 – 3     | Туніс       | товариський матч                        | -    | 82'      |
| 14-11-2024 | Преторія | Мадагаскар | 2 – 3     | Туніс       | Відбір до Кубка африканських націй 2025 | -    | 46'      |
| 18-11-2024 | Радес    | Туніс      | 0 – 1     | Гамбія      | Відбір до Кубка африканських націй 2025 | -    | 61'      |
| Усього     |          | Матчів     | 9         |             | Голів                                   | 1    |          |

## Досягнення
- Володар Кубка Швеції:

«Геккен»: 2024-25